# Pascal Lamorisse
Pascal Lamorisse est un acteur français né en 1950 à Paris

## Biographie
Fils d'Albert Lamorisse, il joue durant son enfance dans trois films de son père : Crin-Blanc (1953), Le Ballon rouge (1956) et Le Voyage en ballon (1960).
Il a réalisé un court métrage, Chronique des années fleurs.
On peut le voir en 2008 dans le documentaire Mon père était un ballon rouge de Chloé Scialom.